# Manuel Soeiro Esteves Vasques
Manuel Esteves Soeiro Vasques (17 de març de 1909 - febrer de 1977) fou un futbolista portuguès de la dècada de 1930.
Fou 12 cops internacional amb la selecció portuguesa. Pel que fa a clubs, defensà els colors de Sporting Clube de Portugal.
El seu nebot Manuel Vasques també fou futbolsita.